# Powtórna rozgrywka
Powtórna rozgrywka znana również jako rewanż, replay lub powtórka – w wielu sportach (m.in. w piłce nożnej i rugby) dodatkowa gra pomiędzy dwoma zespołami, gdy pierwszy mecz nie przyniósł rezultatu lub gdy gra została unieważniona (wynik gry został oprotestowany i organizator przyjął protest).
Pełne powtórki są bardzo rzadkie w większości dyscyplin sportowych, większość organizacji sportowych posiada przepisy, które dopuszczają dogrywkę lub rzuty karne. System powtórki posiadają między innymi AFL Grand Final, niektóre turnieje piłki nożnej i Nippon Professional Baseball. We wszystkich przypadkach system powtórek jest używany tylko w turniejach play-off, kiedy zwycięstwo musi być rozstrzygnięte.

## Piłka nożna
W piłce nożnej powtórki były często używane do wyłonienia zwycięzcy w turnieju systemem pucharowym, gdy poprzedni mecz zakończył się remisem, zwłaszcza w finale. W 1970 roku FIFA i IFAB zezwoliła na rzuty karne, które wyznaczone były w wypadku, jeśli mecz zakończył się remisem. Rzuty karne wykonywane były od razu po zakończeniu regulaminowego czasu gry. Pierwszym przypadkiem strzelania karnych, które zastępowało powtórkę, był finał mistrzostw Europy 1976. Pierwsze strzelanie karnych na mistrzostwach świata miało miejsce w 1982 (w półfinałach). Powtórki są obecnie stosowane tylko w pierwszych rundach Pucharu Anglii, a także w kolejnych rundach aż do półfinału w Pucharze Szkocji.